# Ceren Nur Domaç
Ceren Nur Domaç (16 de juliol de 1999) és una jugadora de voleibol turca. Va iniciar la seva carrera esportiva en el club Es Voleybol i als 16 anys va passar al Eczacıbaşı. Des del 2018, juga al Sarıyer Belediyespor de Sarıyer, Istanbul. Va guanyar una Copa CEV amb l'Eczacıbaşı, el 2018, i va jugar en la selecció turca, campiona de les Olimpiades de Joventut, el 2015. En una entrevista, Domaç va dir que les jugadores de voleibol Maja Poljak i Eda Erdem eren els seus models a seguir.